# Zeynelli, Yayladere
Zeynelli là một xã thuộc huyện Yayladere, tỉnh Bingöl, Thổ Nhĩ Kỳ. Dân số thời điểm năm 2010 là 71 người.